# Leiorreuma melanostalazans
Leiorreuma melanostalazans är en lavart som först beskrevs av Leight., och fick sitt nu gällande namn av A. W. Archer. Leiorreuma melanostalazans ingår i släktet Leiorreuma och familjen Graphidaceae.   Inga underarter finns listade i Catalogue of Life.